# 錢受益
钱受益（？—1641年），字谦之，浙江杭州府仁和縣人，山阴籍。

## 生平
天啓四年（1624年）甲子科浙江乡试举人，五年（1625年）联捷乙丑科進士，选翰林院庶吉士，七年七月授翰林院检讨。崇祯六年癸酉（1633年），转左春坊左中允，直起居注，历谕德，十三年庚辰升詹事府少詹事，随侍東宫日讲。受益勤劳王事，夙夜靡废。崇祯十四年辛巳，夜趋朝，殞于其署，帝亲视见，悯其忠恪，赠礼部侍郎，赐祭葬。明末寇贼蜂起，受益念杭州米市远在湖墅，城中素无蓄储，议移米航于城内菜市桥，由黄婆渡而入，则河阔而道近，有警则积贮甚便，刊有《河副公言》，但因循既久，不果行。生平读书甚富，自辑类书千卷，襞绩纂缀，靡不备载。所梓馆譔、武肃王顺存佚纪诸书，会鼎革，零落无存，